# Ines Calic

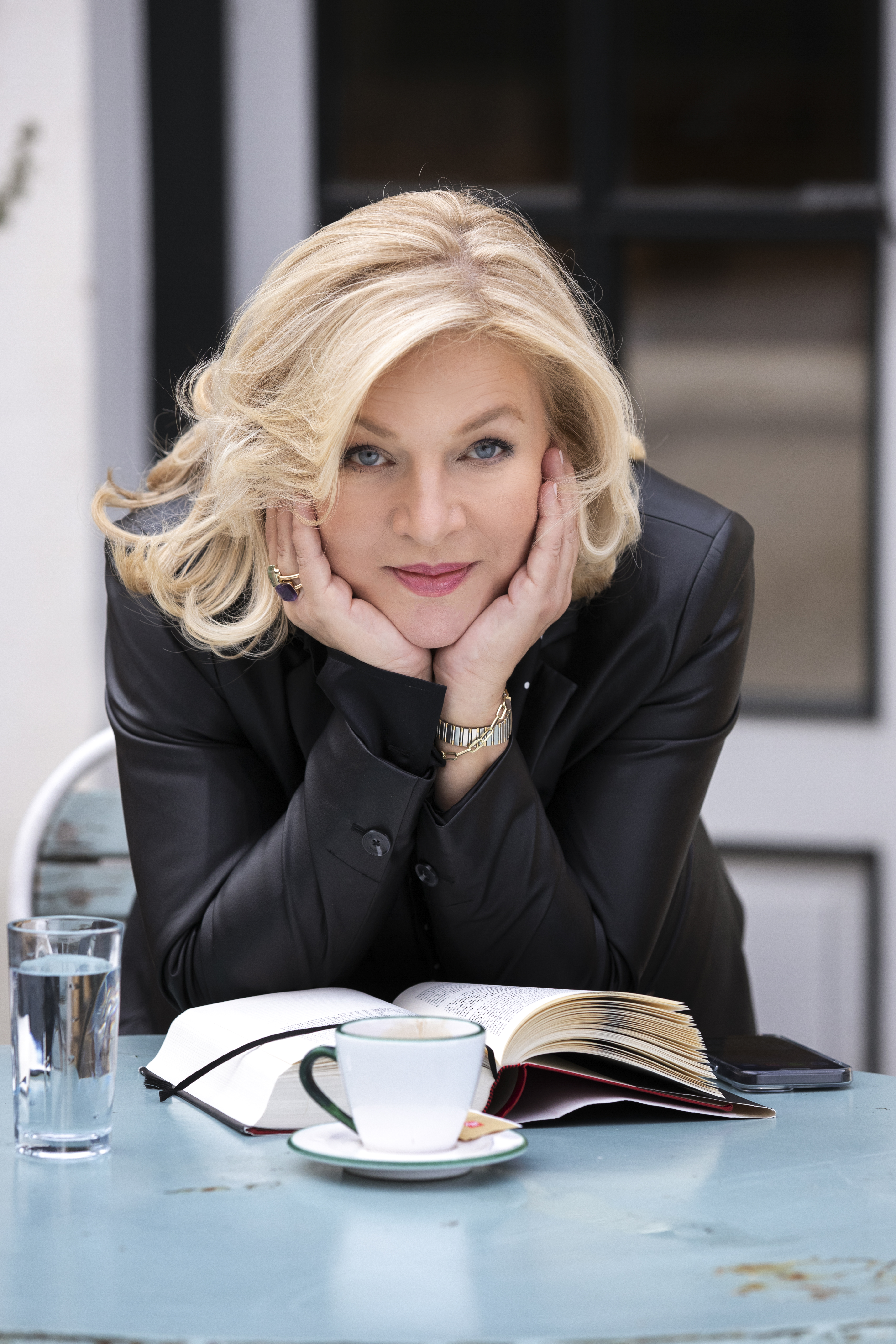
Ines Calic 2024

Ines Calic (* 1959) ist eine deutsche Schriftstellerin und Juristin. Sie schreibt unter ihrem eigenen Namen, sowie unter den Pseudonymen I.L. Callis und Ines Eberl. Ihre Romane wurden unter anderem in den Verlagen Rowohlt und Emons veröffentlicht.

## Leben
Calic hat Wurzeln in Deutschland, Istrien und Italien. Sie wuchs in Berlin und Istrien auf und studierte und promovierte in Jura an der Paris Lodron Universität Salzburg. Sie forschte ebendort zur Zeitgeschichte und zur nationalsozialistischen Gesetzgebung und war beim Aktuellen Dienst des ORF journalistisch tätig.
Der 2018 unter dem Namen I.L. Callis erschienene Roman Alphabet der Schöpfung erhielt die Literaturförderung des österreichischen Bundeskanzleramtes für die Bibliotheksaktion „Spurensuche“, womit Bibliotheken Lesungen für die ausgewählten Autoren ausrichten konnten.
Calic war 2019 mit ihrem Roman Im Jahr der Finsternis für den Crime Cologne Award nominiert, 2024 stand sie mit Doch das Messer sieht man nicht erneut auf der Liste der Nominierten. Im Jahr 2025 war Calic zudem unter den Finalisten für den Bloody Cover Award.
Calic ist Mitglied der Internationalen Liga für Menschenrechte und der International Thriller Writers.

## Publikationen (Auswahl)

### Romane
Als Ines Calic:
- Commissaria Iva Markulin und Die Schatten über der Adria. Rowohlt Polaris 2025. ISBN 978-3-499-01697-4.

Als I.L. Callis:
- Das Alphabet der Schöpfung. Emons 2018. ISBN 978-3-7408-0416-9.
- Im Jahr der Finsternis. Emons 2019. ISBN 978-3-7408-0582-1.
- Doch das Messer sieht man nicht. Emons 2024. ISBN 978-3-7408-0582-1.
- Die Stunde der Wölfe. E-Book. Hockebooks 2024.

Als Ines Eberl:
- Salzburger Totentanz. Emons 2011. ISBN 978-3-89705-796-8.
- Jagablut. Emons 2012. ISBN 978-3-89705-965-8.
- Totenkult. Emons 2013. ISBN 978-3-95451-065-8.
- Teufelsblut. Emons 2014. ISBN 978-3-95451-253-9.
- Blunzengröstl. Emons 2015. ISBN 978-3-95451-547-9.
- Kletzenbrot. Emons 2017. ISBN 978-3-7408-0170-0.
- Boandlkramer. Emons 2017. ISBN 978-3-7408-0048-2.
- Salzburger Requiem. Emons 2020. ISBN 978-3-7408-0910-2.

### Kurzgeschichten
- Ines Calic: Der Riesenkalmar. In: Gefährliche Ferien – Adria. Diogenes 2024. ISBN 978-3-257-24742-8.
- I. L. Callis: Das Judengrab von Selm. In: Mord am Hellweg – Jubiläumsmorde. Grafit Verlag 2012. ISBN 978-3-89425764-4.
- Ines Eberl: Beitrag in Mörderische Alpen. Servus Verlag 2019. ISBN 978-3-7104-0218-0.
- Ines Eberl: Der letzte Morgen. In: Servus in Stadt & Land. Mai 2014.
- Ines Eberl: Maiglöckchen. In: Servus in Stadt & Land. Mai 2015.

### Hörbücher
- I. L. Callis: Doch das Messer sieht man nicht. Audible 2024. Gelesen von Mona Fischer.
- Ines Calic: Commissaria Iva Markulin und Die Schatten über der Adria. Argon Verlag / Audible 2024. Gelesen von Verena Wolfien.